# Lasionycta secedens
Lasionycta secedens es una especie de mariposa nocturna de la familia Noctuidae. 
Las poblaciones en Norteamérica se distribuyen desde Labrador, el norte de Manitoba y Alaska, hasta el norte de Maine, el norte de Minnesota y la región centro sur de Columbia Británica. La subespecie bohemani habita en el norte de Eurasia, Alaska y el Yukón.
Habita en bosques boreales, especialmente ciénagas, y es tanto diurna como nocturna.
Las larvas en etapas iniciales prefieren alimentarse de la epidermis de las hojas de Vaccinium vitis-idaea, pero son polífagas cuando se crían. En Escandinavia la larva hiberna dos veces. En Minnesota esta especie habita en pantanos alzados con Vaccinium vitis-idaea, lo que sugiere que ésta es la planta de alimento en Norteamérica.

## Subespecies
- Lasionycta secedens secedens (desde Canadá oriental al norte de Columbia Británica)

- Lasionycta secedens bohemani (norte de Eurasia, Alaska y Yukón)